# Kardos G. György

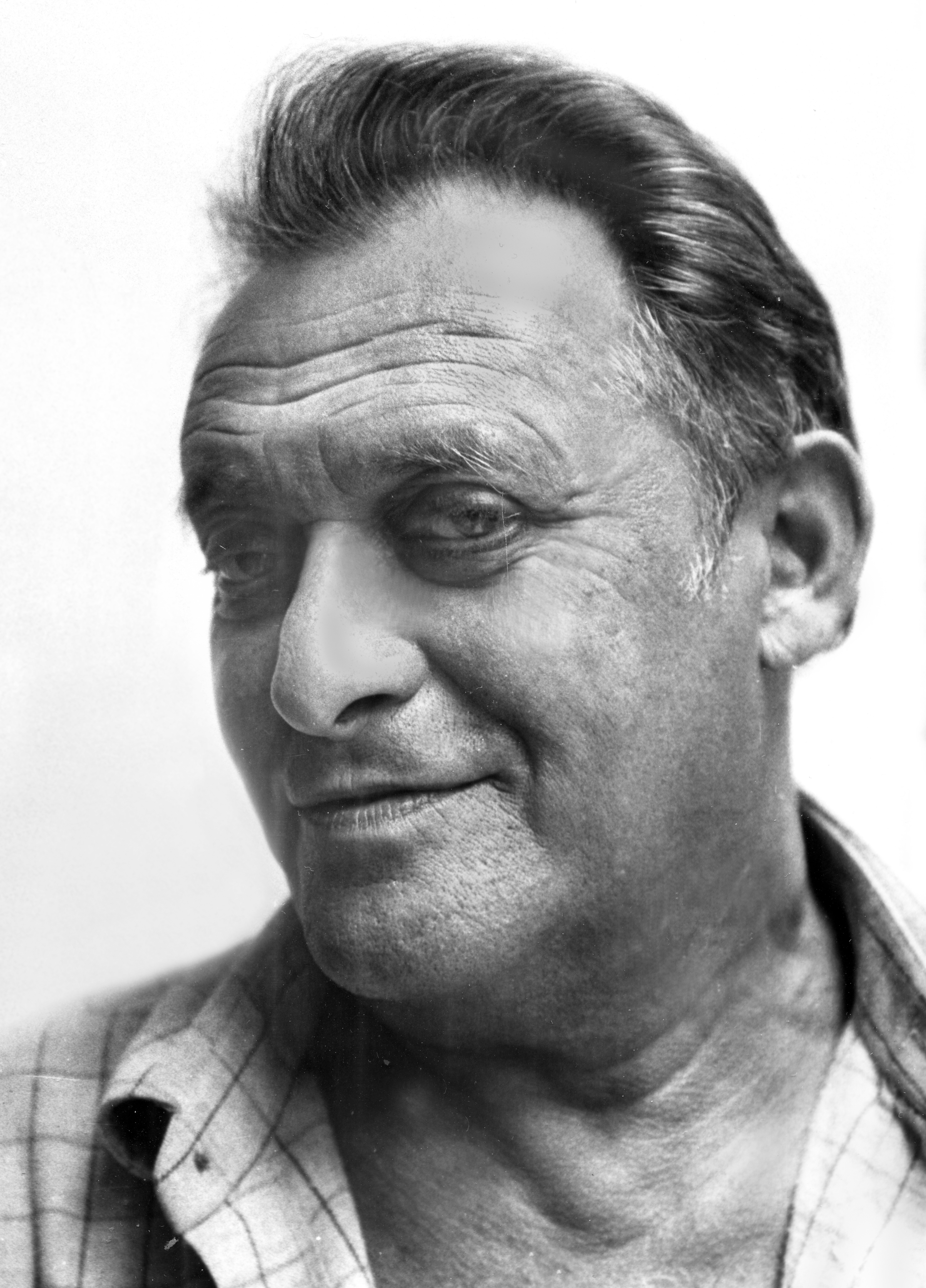
1991-ben (Rózsavölgyi Gyöngyi felvétele)

Kardos G. György (Budapest, 1925. május 10. – Budapest, 1997. november 22.) József Attila-díjas (1978) magyar író, újságíró, dramaturg.

## Élete
Kardos István (1893–1945) hírlapíró, lapszerkesztő és Pollák Jolán (1905–1969) fiaként született. 1943-ban fejezte be a gimnáziumot. 1944-től a bori munkatáborba hurcolták, ahonnan a partizánok szabadították ki. 1944-ben Palesztinába ment, ahol beállt a hadseregbe. 1951-ben visszatért Magyarországra: kőműves lett. 1955–1956 között a győri Kisfaludy Színház dramaturgja volt. 1956–1958 között a Magyar Rádió volt a munkahelye. 1958–1965 között, és 1972–1974 között az Állami Bábszínház foglalkoztatta dramaturgként. Ebben a szakmában, továbbá konzultáló, szövegíró, darabszerkesztő munkatársként alkalomszerűen más társulatoknál is megfordult. 1990-ig, és 1994-től az Élet és Irodalom, 1990-től pedig a Kurir munkatársa volt. 1997. november 22-én Budapesten hunyt el.
2000-ben a Digitális Irodalmi Akadémia posztumusz tagjává választotta.
2021-ben emléktáblát avattak egykori lakhelyének falán, a Budapest Irinyi utca 8. szám alatt.

### Családja
Kétszer házasodott.  Második felesége Kiss Anna Mária, aki Kardos Anikó néven jelmez- és díszlettervezéssel foglalkozott. Fiuk Kardos Dániel fotográfus.

## Legismertebb műve
Az Avraham Bogatir hét napja (1968) című regényével világsikert aratott (egy trilógia első része). Regénytrilógiájában izraeli élményeit írta meg. Műveiben eleget tesz az epikai világteremtés hagyományos követelményeinek, aprólékos, mikrorealista környezetet és lélekrajzot ad, de felhasználja a modern prózatechnikai eljárásokat is; a regényszerkezetet a főhősök belső világa határozza meg, az általuk megélt idő és bejárt tér. Szereplői a történelem alatti kisvilágot képviselik: kisemberek, katonák, gyermekek, asszonyok, akik az élesedő nacionalizmus, a faji gyűlölködés idején a türelem és a szolidaritás értékeit próbálják meg érvényesíteni; a háborús pusztítás, öldöklés közepette a békés, derűs munkálkodás életmodelljét képviselik.

## Színházi munkái
A Színházi Adattárban regisztrált bemutatóinak száma: 17.

### Szerzőként
- Fehérlófia (1963, 1970, 1980-1981)
- Gulliver Liliputban (1965, 1981, 1994)
- Tündér Lala (1969, 1983)
- Négyen pizsamában (1970)
- Villon és a többiek (1976, 1982, 1993-1994, 1999)
- A nagymama (1990)
- Rosszcsont Peti kalandjai (1999)

### Fordítóként
A Színházi Adattárban regisztrált bemutatóinak száma: 3.
- Zell-Genée: Boccaccio (1986)
- Brammer-Grünwald: Marica grófnő (1988, 1997)

## Művei
- Regénytrilógia:
  - Ávraham Bogatir hét napja. Regény; jegyz. Jólesz László(wd); Magvető, Bp., 1968
  - Hová tűntek a katonák? Regény; Magvető, Bp., 1971 (eredeti címén: Sasok a porban)
  - A történet vége; Magvető, Bp., 1977
- Villon és a többiek. Rock-musical; vers Villon balladáinak felhasználásával Mészöly Dezső, zene Victor Máté; Magvető, Bp., 1978
- Jutalomjáték. Regény; Ab Ovo, Bp., 1993
- Ez is én vagyok; Ab Ovo, Bp., 1996 (publicisztika)
- Csak úgy mesélek; Göncöl, Bp., 2000

## Filmjei(dramaturg)
- Öröklakás (1963)
- Robog az úthenger (1976)
- Hungária Kávéház (1976)
- Az isztambuli vonat (1977)
- Keménykalap és krumpliorr (1978)
- Minden szerdán (1979)
- Mese habbal (1979)
- A kérők (1986)
- Patika (1995)

## Díjai, elismerései
- József Attila-díj (1978)
- Déry Tibor-díj (1984)
- Munka Érdemrend arany fokozata (1985)
- Aranytoll (1992)
- Krúdy Gyula-díj (1994)
- Pro Literatura díj (1995)
- Márai Sándor-díj (1997)

## Emlékezete
2021 októberében emléktáblát avattak egykori lakóhelyén, a budapesti Irányi utca 8. számú ház falán.